# Улица Ореста Левицкого (Киев)
Улица Ореста Левицкого (укр. Вулиця Ореста Левицького) — улица в Деснянском районе города Киева. Пролегает от улица Братиславская до улицы Кубанской Украины, исторически сложившаяся местность (район) Лесной жилой массив.
Примыкает улица Милютенко.
По названию улицы именуются остановки общественного транспорта по улице Кубанской Украины.

## История
Новая улица была проложена в 1960-х годах в современных размерах от Братиславской улицы до Полиграфической улицы. Улица застраивалась в период 1969—1972 годы наряду с другими улицами Лесного массива в Дарницком районе.
16 февраля 1970 года улица получила название в честь русского и советского физика Игоря Васильевича Курчатова, согласно Решению исполнительного комитета Киевского городского совета депутатов трудящихся № 312/1 «Про наименование новых улиц в жилых массивах „Лесном“ и „Минском“ города Киева» («Про найменування нових вулиць на житлових масивах „Лісному“, „Мінському“ м. Києва»).
23 декабря 2022 года улица была переименована в честь украинского историка Левицкого Ореста Ивановича.

## Застройка

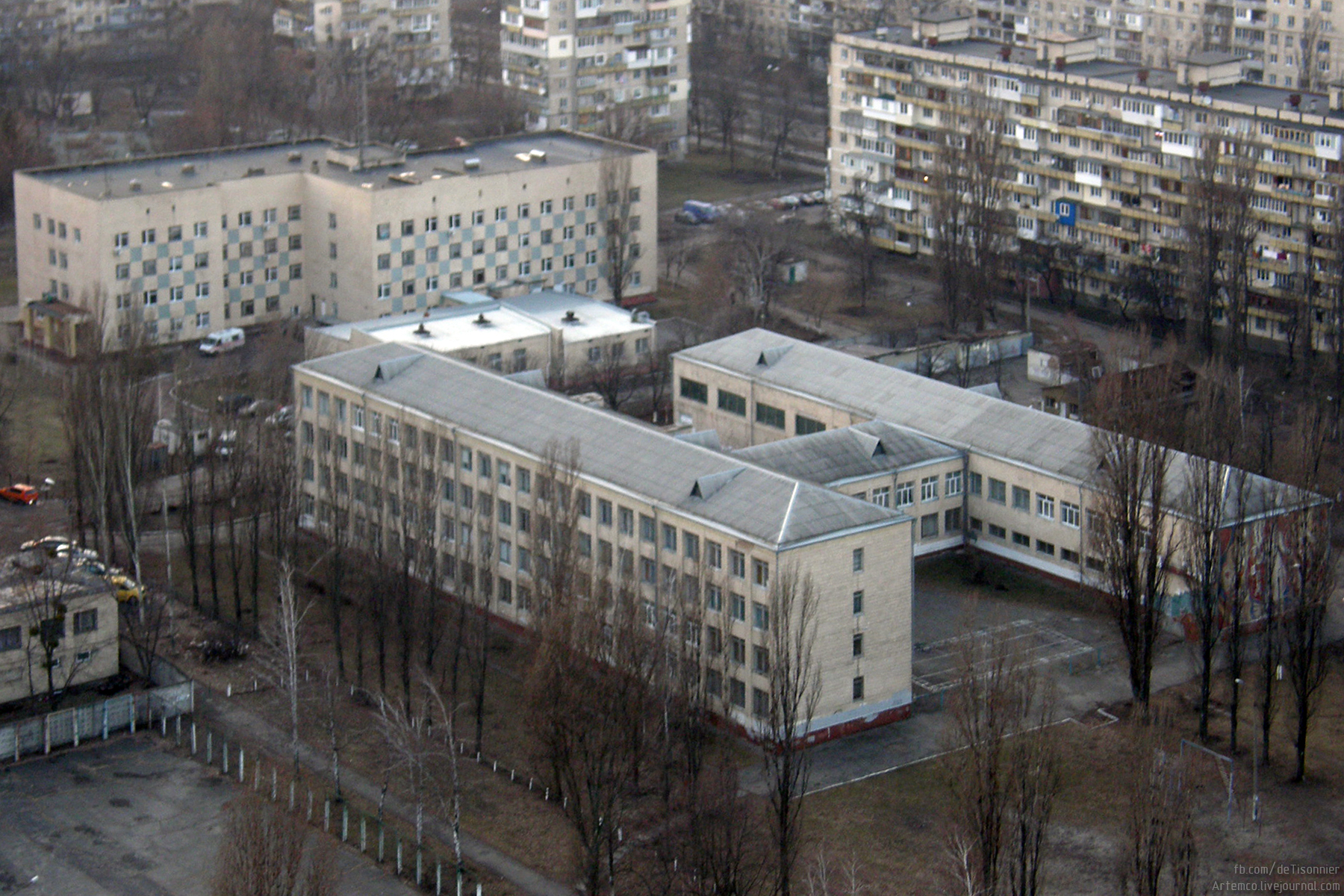
Поликлиника и школа № 152

Улица пролегает в северо-восточном направлении параллельно улице Шолом-Алейхема и Лесному проспекту. Улица имеет по два ряда движения в обе стороны.
Парная и непарная стороны улицы заняты многоэтажной жилой (преимущественно 9-этажные дома, несколько 5-16-этажных домов) застройкой и учреждениями обслуживания — микрорайоны Лесного жилого массива.
Учреждения:
1. дом № 6А — школа № 218
2. дом № 9/21 — библиотека для детей имени Юрия Гагарина; библиотека имени Василия Кучера
3. дом № 18А — детская поликлиника № 2 Деснянского района
4. дом № 18/1 — школа № 152
5. дом № 18/2 — школа № 212
6. дом № 19А — детская музыкальная школа № 24